# Pomník T. G. Masaryka (Rotterdam)
Pomník T. G. Masaryka v Rotterdamu je pomník, který byl odhalen 5. listopadu 2015 na nábřeží v ulici Geldersekade.

## Popis pomníku
Pomník představuje kovový sloupový monument s bronzovou hrubou napodobeninou obrysu prvorepublikového Československa na vrcholu, s bronzovým portrétním reliéfem podobizny T. G. Masaryka, bronzovým čtyřjazyčným vysvětlujícím reliéfovým nápisem a s průhledovým kukátkem s diapozitivovým obrazem budovy hotelu Weimar.
Pomník odkazuje na pobyt T. G. Masaryka v Rotterdamu v říjnu roku 1914, kde došlo k jeho setkání s britským publicistou Robertem Seton‑Watsonem. Při procházkách po rotterdamských nábřežích a v hotelu Weimar Masaryk seznámil Seton‑Watsona se svými myšlenkami o uspořádání poválečné střední Evropy. Seton‑Watson na základě svých poznámek z těchto rozhovorů napsal první memorandum pro britské ministerstvo zahraničních věcí. Vrcholový artefakt v podobě hrubého obrysu Československa odkazuje na Masarykem představené území budoucího státu.
V průhledovém kukátku je obraz hotelu Weimar zaniklého při bombardování Rotterdamu v květnu 1940 a nizozemský text Jany Beranové: „Spring op de tere schouders van het verhaal en laat je glijden naar waar het begon.“ — v překladu „Naskočte na něžná ramena příběhu a nechte se přenést tam, kde to začalo.“
Reliéfový nápis je uveden v nizozemštině, češtině, slovenštině a angličtině: „Až do bombardování v květnu 1940 stál na protějším břehu hotel Weimar. Právě v něm v říjnu 1914 formuloval filozof a politik T. G. Masaryk svou představu uspořádání střední Evropy. Ta byla dále předložena zástupcům Dohody. Masarykova vize se naplnila a po první světové válce vznikla Československá republika. V letech 1918 – 1935 byl T. G. Masaryk jejím prvým prezidentem.“

## Historie
Pomník prvního československého prezidenta Tomáše Garrigue Masaryka v Rotterdamu je dílem nizozemského umělce Hanse Citroena (* 1947). Bronzový odlitek byl vyroben v umělecké slévárně v Horní Kalné v České republice.
Projekt výstavby pomníku je iniciativou bývalého velvyslance Nizozemského království v České republice, Jana C. Hennemana, a spoluautora několika publikací o česko-nizozemských reáliích, Pietera J. Goedharta.
Pomník byl slavnostně odhalen 5. listopadu 2015 předsedou Senátu Parlamentu České republiky Milanem Štěchem a někdejším předsedou Druhé komory nizozemského parlamentu Fransem Weisglasem. Dále byli přítomni velvyslankyně Jana Reinišová, Kristina Larischová z Ministerstva zahraničních věcí České republiky, ředitel Českých center Zdeněk Lyčka, další zástupci české a slovenské delegace, např. velvyslanec Slovenské republiky Roman Bužek. Nizozemskou stranu zastupoval rovněž Gert Andeweg, autor česko-nizozemské publikace zaměřené na historické souvislosti události vydané k příležitosti odhalení památníku, či Marjolijn van der Meijden a další.

## Galerie

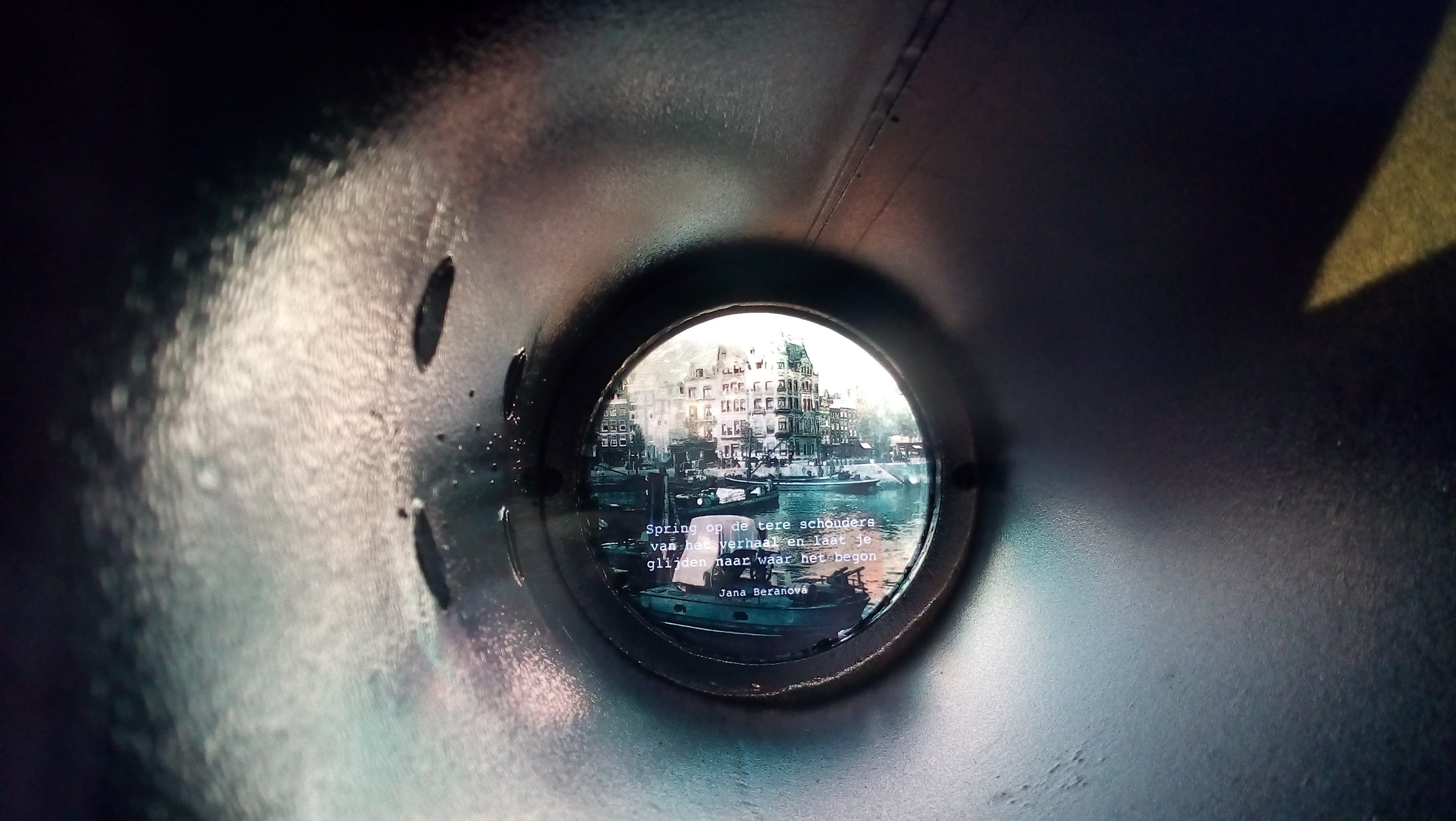
Pohled do kukátka s obrazem hotelu Weimar